# Strassenbahn Winterthur
| Streckenlänge: | 11,140 km           |                          |                          |
| Spurweite: | 1000 mm (Meterspur) |                          |                          |
| Stromsystem: | 550 Volt =          |                          |                          |
| Maximale Neigung: | 44 ‰                |                          |                          |
| Minimaler Radius: | 15 m                |                          |                          |
| |                     |                          |                          |
| \| \| \| Bahnhof Oberwinterthur 1 \| \| \| \| \| \| \| \| \| \| Wülflingen Lindenplatz 2 \| \| \| \| \| Stadtrain \| \| \| \| \| \| \| \| \| \| Stadtrainbrücke \| \| \| \| \| \| \| \| \| \| \| \| \| \| \| \| \| \| \| \| \| \| \| \| \| \| \| \| \| \| \| \| \| \| \| Bahnhof Winterthur \| \| \| \| \| \| \| \| \| \| \| \| \| \| \| Sulzer \| \| \| \| \| \| \| \| \| \| Deutweg \| \| \| \| \| Depot Deutweg (ab 1914) \| \| \| \| \| Töss 1 \| \| \| \| \| \| \| \| \| \| Depot Rieter (bis 1914) \| \| \| \| \| \| \| \| \| \| \| \| \| \| \| \| \| \| \| \| Seen Schulhaus 2 \| \| |                     |                          |                          |
| U-Bahn-Kopfbahnhof Streckenanfang (Strecke außer Betrieb) |                     | Bahnhof Oberwinterthur 1 | Bahnhof Oberwinterthur 1 |
| U-Bahn-Haltepunkt / Haltestelle (Strecke außer Betrieb) |                     |                          |                          |
| U-Bahn-Kopfbahnhof Streckenanfang (Strecke außer Betrieb) · U-Bahn-Haltepunkt / Haltestelle (Strecke außer Betrieb) |                     | Wülflingen Lindenplatz 2 | Wülflingen Lindenplatz 2 |
| U-Bahn-Haltepunkt / Haltestelle (Strecke außer Betrieb) · U-Bahn-Bahnhof (Strecke außer Betrieb) |                     | Stadtrain                | Stadtrain                |
| U-Bahn-Haltepunkt / Haltestelle (Strecke außer Betrieb) · U-Bahn-Kreuzung mit Eisenbahn geradeaus oben (Strecke geradeaus außer Betrieb) |                     |                          |                          |
| U-Bahn-Haltepunkt / Haltestelle (Strecke außer Betrieb) · U-Bahn-Bahnhof (Strecke außer Betrieb) |                     | Stadtrainbrücke          | Stadtrainbrücke          |
| U-Bahn-Haltepunkt / Haltestelle (Strecke außer Betrieb) · U-Bahn-Haltepunkt / Haltestelle (Strecke außer Betrieb) |                     |                          |                          |
| U-Bahn-Haltepunkt / Haltestelle (Strecke außer Betrieb) · U-Bahn-Haltepunkt / Haltestelle (Strecke außer Betrieb) |                     |                          |                          |
| U-Bahn-Haltepunkt / Haltestelle (Strecke außer Betrieb) · U-Bahn-Haltepunkt / Haltestelle (Strecke außer Betrieb) |                     |                          |                          |
| U-Bahn-Kreuzung mit Eisenbahn geradeaus unten (Strecke geradeaus außer Betrieb) · U-Bahn-Haltepunkt / Haltestelle (Strecke außer Betrieb) |                     |                          |                          |
| U-Bahn-Haltepunkt / Haltestelle (Strecke außer Betrieb) · U-Bahn-Haltepunkt / Haltestelle (Strecke außer Betrieb) |                     |                          |                          |
| U-Bahn-Strecke nach links (außer Betrieb) · U-Bahn-Abzweig geradeaus und von rechts (Strecke außer Betrieb) |                     |                          |                          |
| U-Bahn-Kopfbahnhof Streckenanfang (Strecke außer Betrieb) · U-Bahn-Bahnhof (Strecke außer Betrieb) |                     | Bahnhof Winterthur       | Bahnhof Winterthur       |
| U-Bahn-Abzweig geradeaus und von links (Strecke außer Betrieb) · Kreuzung mit U-Bahn geradeaus oben (Querstrecke außer Betrieb) · U-Bahn-Abzweig geradeaus und nach rechts (Strecke außer Betrieb) |                     |                          |                          |
| U-Bahn-Strecke (außer Betrieb) · U-Bahn-Haltepunkt / Haltestelle (Strecke außer Betrieb) |                     |                          |                          |
| U-Bahn-Bahnhof (Strecke außer Betrieb) · U-Bahn-Haltepunkt / Haltestelle (Strecke außer Betrieb) |                     | Sulzer                   | Sulzer                   |
| U-Bahn-Haltepunkt / Haltestelle (Strecke außer Betrieb) · U-Bahn-Haltepunkt / Haltestelle (Strecke außer Betrieb) |                     |                          |                          |
| U-Bahn-Haltepunkt / Haltestelle (Strecke außer Betrieb) · U-Bahn-Bahnhof (Strecke außer Betrieb) |                     | Deutweg                  | Deutweg                  |
| U-Bahn-Haltepunkt / Haltestelle (Strecke außer Betrieb) · U-Bahn-Betriebs-/Güterbahnhof Streckenanfang und quer (Strecke außer Betrieb) · U-Bahn-Abzweig geradeaus und nach rechts (Strecke außer Betrieb) |                     | Depot Deutweg (ab 1914)  | Depot Deutweg (ab 1914)  |
| U-Bahn-Bahnhof (Strecke außer Betrieb) · U-Bahn-Haltepunkt / Haltestelle (Strecke außer Betrieb) |                     | Töss 1                   | Töss 1                   |
| U-Bahn-Kreuzung mit Eisenbahn (Strecke geradeaus außer Betrieb) · U-Bahn-Haltepunkt / Haltestelle (Strecke außer Betrieb) |                     |                          |                          |
| U-Bahn-Betriebs-/Güterbahnhof Streckenende (Strecke außer Betrieb) · U-Bahn-Haltepunkt / Haltestelle (Strecke außer Betrieb) |                     | Depot Rieter (bis 1914)  | Depot Rieter (bis 1914)  |
| U-Bahn-Haltepunkt / Haltestelle (Strecke außer Betrieb) |                     |                          |                          |
| U-Bahn-Haltepunkt / Haltestelle (Strecke außer Betrieb) |                     |                          |                          |
| U-Bahn-Haltepunkt / Haltestelle (Strecke außer Betrieb) |                     |                          |                          |
| U-Bahn-Kopfbahnhof Streckenende (Strecke außer Betrieb) |                     | Seen Schulhaus 2         | Seen Schulhaus 2         |

Die Strassenbahn Winterthur war eine meterspurige Strassenbahn in der Schweizer Stadt Winterthur und ihren 1922 eingemeindeten Nachbarorten Töss, Wülflingen, Oberwinterthur und Seen. Sie bestand von 1898 bis 1951 und wurde ab 1938 sukzessive durch den bis heute verkehrenden Trolleybus Winterthur ersetzt. Zuständiges Verkehrsunternehmen war zunächst die Gesellschaft Winterthur–Töss (WT), diese wurde 1900 in Städtische Strassenbahn Winterthur (StStW) und 1940 in Verkehrsbetriebe Winterthur (VW) umbenannt. Heute firmiert das Unternehmen als Stadtbus Winterthur.

## Geschichte

Bau der Tramlinie Winterthur–Töss

Nachdem in Winterthur zwischen 1895 und 1897 bereits Pferdeomnibusse verkehrt hatten, war die am 13. Juli 1898 eröffnete Strassenbahn das zweite öffentliche Verkehrsmittel der Stadt. Deren erste Strecke war 1,770 Kilometer lang und führte als Radiallinie vom Bahnhof Winterthur nach Töss. Die stadtseitige Endstelle befand sich ursprünglich nicht auf dem Bahnhofplatz, sondern beim Restaurant «Wartmann» – das heisst an der Einmündung der Wartstrasse in die Rudolfstrasse und somit auf der Westseite der Bahnanlagen. Das Tram diente als Ergänzung zur bereits seit 1876 bestehenden Bahnstrecke Winterthur–Koblenz, an der die Gemeinde mit dem Bahnhof Töss bereits eine Station besass. Die stadtauswärtige Endstation befand sich etwa bei der heutigen Trolleybushaltestelle Zentrum Töss. Eine Einzelfahrt kostete zehn Rappen, das Tram verkehrte alle zehn Minuten.
Anfangs waren die Fahrzeuge der Strassenbahn in einem hölzernen Depot auf dem Gelände der in Töss ansässigen Maschinenfabrik Rieter untergestellt. Hierzu existierte in Töss im Anschluss an den im Personenverkehr bedienten Abschnitt eine 274 Meter lange Betriebsstrecke. Rieter stellte als Generalunternehmer im Auftrag der Stadt auch die Gleisanlage, die Fahrleitung und die erste Wagengeneration her. Zusätzlich war das Unternehmen zunächst auch für die Stromversorgung der von Beginn an elektrifizierten Strassenbahn zuständig, erst 1904 übernahm das städtische Elektrizitätswerk Winterthur diese Aufgabe. Die Gleichspannung betrug 550 Volt. Nach der Jahrhundertwende erweiterte man das Streckennetz wie folgt:
| 1. November 1912  | Zürcherstrasse/Rudolfstrasse–Bahnhofplatz a | 0,116 Kilometer     | Linie 1                                       |
| 31. Oktober 1914  | Bahnhofplatz–Deutweg                        | 1,894 Kilometer     | Betriebsstrecke, ab 28. Januar 1915 Linie 2   |
| 31. Oktober 1914  | Deutweg–Depot Deutweg b                     | 0,069 Kilometer     | Betriebsstrecke, ab 30. November 1922 Linie 2 |
| 28. Januar 1915   | Bahnhofplatz–Stadtrainbrücke                | 1,054 Kilometer     | Linie 1                                       |
| 28. Januar 1915   | Bahnhofplatz–Wülflingen Lindenplatz         | 2,973 Kilometer     | Linie 2                                       |
| 30. November 1922 | Depot Deutweg–Seen Schulhaus                | 1,867 Kilometer     | Linie 2                                       |
| 22. März 1926     | Stadtrainbrücke–Stadtrain                   | circa 0,3 Kilometer | Linie 1                                       |
| 18. Dezember 1931 | Stadtrain–Bahnhof Oberwinterthur            | 1,056 Kilometer     | Linie 1                                       |

- a bei gleichzeitiger Stilllegung des circa 200 Meter langen Streckenabschnitts in der Rudolfstrasse
- b bei gleichzeitiger Stilllegung der Betriebsstrecke in Töss

An der Tösstalstrasse im heutigen Quartier Mattenbach eröffnete die StStW am 31. Oktober 1914 ausserdem ein eigenes Depot für das Tram. Dieses Depot Deutweg diente bis 2015 der Unterstellung von Autobussen. Mit der letzten Erweiterung nach Oberwinterthur erreichte das Tramnetz seine maximale Ausdehnung von 11,140 Kilometern. Die Länge der doppelspurigen Streckenabschnitte wuchs von 1,154 Kilometer im Jahr 1917 auf 3,269 Kilometer im Jahr 1935. Der weitere Streckenausbau – so zum Beispiel eine angedachte Erweiterung zum Friedhof Rosenberg – unterblieb zugunsten des 1931 aufgenommenen Autobusbetriebs beziehungsweise der ab 1938 forcierten Umstellung auf Trolleybus. Infolge einer Volksabstimmung am 20. Februar 1938 wich die Strassenbahn dann wie folgt dem neuen Verkehrsmittel:
| 28. Dezember 1938 | Bahnhof–Wülflingen Lindenplatz | Linie 2 |
| 24. Juli 1941     | Bahnhof–Seen Schulhaus         | Linie 2 |
| 6. Oktober 1951   | Bahnhof–Töss                   | Linie 1 |
| 3. November 1951  | Bahnhof–Bahnhof Oberwinterthur | Linie 1 |

Allerdings diente ein Teil der Strecke der Linie 2 den aus- und einrückenden Wagen der Linie 1 noch bis zuletzt als Betriebsstrecke von und zum Depot Deutweg.

## Fahrzeuge

Strassenbahn Winterthur–Töss, Tram mit Personal vor der Remise auf dem Rieterareal

Für die Strassenbahn Winterthur wurden im Laufe der Jahre 24 Motorwagen und elf Beiwagen beschafft:
| Baujahr | Art        | Typ    | Anzahl | Nummern | Bemerkungen                                       |
| ------- | ---------- | ------ | ------ | ------- | ------------------------------------------------- |
| 1898    | Motorwagen | Ce 2/2 | 04     | 1–4     | 1921 zu Beiwagen umgebaut, neue Nummern 61 bis 64 |
| 1898    | Beiwagen   | C2     | 01     | 5       | ab 1921 neue Nummer 65                            |
| 1914    | Motorwagen | Ce 2/2 | 10     | 11–20   |                                                   |
| 1919    | Motorwagen | Ce 2/2 | 02     | 21–22   |                                                   |
| 1919    | Beiwagen   | C 2    | 07     | 51–57   |                                                   |
| 1921    | Motorwagen | Ce 2/2 | 03     | 31–33   | 1942 an die Strassenbahn Luzern verkauft          |
| 1929    | Beiwagen   | C 2    | 02     | 71-72   |                                                   |
| 1931    | Motorwagen | Ce 2/3 | 05     | 1–5     |                                                   |
| 1931    | Beiwagen   | C 3    | 01     | 81      |                                                   |

Ergänzt wurden die Personenfahrzeuge um den Arbeitswagen Xe 2/2 111 sowie zwei offene Güterwagen.